# Son Gotleu
Son Gotleu és un barri situat al districte de Llevant de la ciutat de Palma, a les Balears. Està localitzat entre el carrer d'Aragó, la Via de cintura i els barris de Son Canals i La Soledat. Va sorgir com a resultat del segon pla d'eixamplament de la ciutat duit a terme per l'arquitecte Gabriel Alomar i Esteve el 1943. La tipologia arquitectònica estava formada en principi per habitatges unifamiliars. Durant la dècada de 1950, aquests habitatges van ser substituïts per la construcció de finques de pisos. El barri és conegut pel seu alt percentatge de població d'origen immigrant, principalment d'origen africà (sobretot nigerians, senegalesos i marroquins) i d'origen àrab, de fet és el barri de Palma amb més població extracomunitària. Actualment el barri està en procés de degradació constant: hom observa que els edificis presenten un grau alt de deteriorament i molts de locals tancats de fa anys, així com índexs elevats d'incivisme i de conflictes interètnics.

## Límits
Son Gotleu està delimitat pels següents barris: 
- Son Fortesa
- Rafal Vell
- Son Canals
- Can Capes
- La Soledat
- Estadi Balear